# Kaden Groves
Kaden Groves (Gympie, 23 dicembre 1998) è un ciclista su strada australiano che corre per il team Alpecin-Deceuninck.
Soprannominato Skip, ha caratteristiche di velocista ed è professionista dal 2019. In carriera ha vinto due tappe al Giro d'Italia, una al Tour de France e sette alla Vuelta a España.

## Palmarès

### Strada
- 2016 (Juniores)

Campionati australiani, Prova in linea Junior
- 2017 (St George Continental Cycling Team, tre vittorie)

1ª tappa Tour of Poyang Lake (Wuning > Jiujiang)
6ª tappa Tour of Poyang Lake (Fuzhou > Fuzhou)
3ª tappa Tour of Fuzhou (Gui'an > Lianjiang)
- 2018 (Mitchelton-BikeExchange, tre vittorie)

13ª tappa Tour of Qinghai Lake (Lanzhou > Lanzhou)
1ª tappa Tour of Quanzhou Bay (Quanzhou Bay > Quanzhou Bay)
5ª tappa Tour of Fuzhou (Yongtai > Yongtai)
- 2019 (SEG Racing Academy, cinque vittorie)

1ª tappa Triptyque des Monts et Châteaux (Frasnes-lez-Anvaing > Chièvres)
3ª tappa Triptyque des Monts et Châteaux (Ath > Tournai)
1ª tappa Circuit des Ardennes (Neuvizy > Launois-sur-Vence)
3ª tappa, 2ª semitappa Circuit des Ardennes (Villers-Semeuse > Charleville-Mézières)
1ª tappa Ronde de l'Isard d'Ariège (Tolosa > Le Mas-d'Azil)
- 2020 (Mitchelton-Scott, due vittorie)

3ª tappa Herald Sun Tour (Bright > Wangaratta)
5ª tappa Herald Sun Tour (Melbourne > Melbourne)
- 2021 (Team Bike Exchange, una vittoria)

Prologo Okolo Slovenska (Košice > Košice, cronometro)
- 2022 (Team BikeExchange-Jayco, tre vittorie)

2ª tappa Volta Ciclista a Catalunya (L'Escala > Perpignan)
2ª tappa Giro di Turchia (Selçuk > Alaçatı)
11ª tappa Vuelta a España (El Pozo Alimentación > Cabo de Gata)
- 2023 (Alpecin-Deceuninck, sette vittorie)

4ª tappa Volta Ciclista a Catalunya (Llívia > Sabadell)
6ª tappa Volta Ciclista a Catalunya (Martorell > Molins de Rei)
Volta Limburg Classic
5ª tappa Giro d'Italia (Atripalda > Salerno)
4ª tappa Vuelta a España (Andorra la Vella > Tarragona)
5ª tappa Vuelta a España (Morella > Burriana)
21ª tappa Vuelta a España (Madrid (Ippodromo de la Zarzuela) > Madrid (Paisaje de la Luz))
- 2024 (Alpecin-Deceuninck, tre vittorie)

2ª tappa Vuelta a España (Cascais > Ourém)
14ª tappa Vuelta a España (Villafranca del Bierzo > Villablino)
17ª tappa Vuelta a España (Arnuero > Santander)
- 2025 (Alpecin-Deceuninck, due vittorie)

6ª tappa Giro d'Italia (Potenza > Napoli)
20ª tappa Tour de France (Nantua > Pontarlier)

#### Altri successi
- 2016 (Juniores)

Darren Smith Cycle Classic
- 2018 (Mitchelton-BikeExchange)

Classifica a punti Tour of China II
- 2019 (SEG Racing Academy)

Classifica a punti Circuit des Ardennes
Noosa International Criterium
- 2020 (Mitchelton-Scott)

3ª tappa Bay Cycling Classic (Williamstown > Williamstown, criterium)
1ª tappa Giro della Repubblica Ceca (Uničov, cronosquadre)
- 2021 (Team BikeExchange)

Campionati australiani, Criterium
- 2022 (Team BikeExchange-Jayco)

Classifica a punti Volta Ciclista a Catalunya
Classifica a punti Tour of Estonia
- 2023 (Alpecin-Deceuninck)

Classifica a punti Vuelta a España
- 2024 (Alpecin-Deceuninck)

Classifica a punti Vuelta a España

### Pista
- 2017

Campionati australiani, Corsa a punti

## Piazzamenti

### Grandi Giri
- Giro d'Italia

2023: ritirato (12ª tappa)
2024: 91º
2025: 107º
- Tour de France

2025: 86º
- Vuelta a España

2022: 112º
2023: 122º
2024: 100º

### Classiche monumento
- Milano-Sanremo

2025: 5º
- Giro delle Fiandre

2020: ritirato
- Parigi-Roubaix

2023: 31º

### Competizioni mondiali
- Campionati del mondo

Yorkshire 2019 - In linea Under-23: 14º
Glasgow 2023 - In linea Elite: ritirato